# Zenophleps
Zenophleps là một chi bướm đêm thuộc họ Geometridae.

## Các loài
Bao gồm các loài:
- Zenophleps alpinata –  Cassino, 1927